# Werner von Moltke
Werner von Moltke (24. května 1936, Mühlhausen – 29. července 2019) byl západoněmecký atlet, mistr Evropy v desetiboji z roku 1966.
Specializoval se na desetiboj – na mistrovství Evropy v Bělehradu v roce 1962 skončil druhý, na následujícím evropském šampionátu v Budapešti o čtyři roky později zvítězil. Po skončení sportovní kariéry působil jako funkcionář německého atletického svazu.